# 納爾瓦橋頭堡戰役
纳尔瓦桥头堡战役（爱沙尼亚语：Narva lahingud，德语：Schlacht um den Brückenkopf von Narva，俄语：Битва за плацдарм Нарва）是1944年2月2日至7月26日期間納粹德國在爱沙尼亚城镇纳尔瓦周边地区阻拦苏军的一場戰役，此次戰役期間，蘇聯一度无法继续在爱沙尼亚开展行动。纳尔瓦桥头堡战役也是二战东线战场上的納爾瓦戰役的第一阶段，第二阶段则是坦能堡防線戰役。
此前蘇聯在发动了列寧格勒-大諾夫哥羅德攻勢后，苏军又接着发动了爱沙尼亚攻势。其目的在于重新占领爱沙尼亚（苏联曾在1940年吞并了该国）。苏军在攻佔了納爾瓦河沿岸的数个桥头堡之后，来到了德军的防线之前。激战随即于1944年2月开始，于4月末停止。红军在7月24至30日的纳尔瓦攻势结束后占领了纳尔瓦，德军向西南方向后撤16公里，开始在预先设置好了的坦能堡防线继续作战。
在纳尔瓦桥头堡战役中，部分武装党卫队单位拥有一些来自挪威、丹麦、荷兰以及比利时的志愿者。因此，有一些研究外籍部队的西方学者给这场战役取了个“欧洲党卫队的战斗”（Battle of the European SS）的外号。德军中的爱沙尼亚官兵们为了保卫祖国免遭苏联再次占领而战斗。